# Нейтрализация компонентов жидкого ракетного топлива
Нейтрализация компонентов жидкого ракетного топлива — комплекс мероприятий по предотвращению вредного действия компонентов ракетного топлива на людей, технику и окружающую среду путём их изолирования или химического превращения в нетоксичные вещества.

## Виды и способы нейтрализации
Нейтрализация компонентов ракетного топлива сводится к следующим основным видам:
- нейтрализация проливов;
- нейтрализация ракетно-космической техники;
- нейтрализация дренажных газов и нейтрализация промышленных стоков.

В зависимости от вида нейтрализации применяются различные способы:
- технический;
- физический;
- биологический.

За время эксплуатации ракетно-космической техники испытано и внедрено в практику множество способов нейтрализации. По сущности физико-химического процесса эти способы нейтрализации подразделяются на:
- термический;
- адсорбционный;
- каталитический;
- вымораживания;
- радиационный;
- окисления;
- восстановления;
- солеобразования;
- биохимический.

По агрегатному состоянию нейтрализующих агентов методы делятся на:
- жидкостной;
- газовый;
- парогазовый.

По химическому составу нейтрализующего агента выделяют щелочной, кислотный, хлорный и озонный способы нейтрализации.
Все названные способы нейтрализации не носят универсального характера и поэтому могут применяться в отдельном конкретном случае.
Нейтрализация ракетно-космической техники проводится одним из четырех способов: отдува газом, промыванием водой или водным раствором, пропариванием, промывкой органическими растворителями.
При этом нейтрализация может быть частичной, то есть до достижения некоторого низкого содержания токсичного компонента в изделии, либо полной, то есть до полного удаления токсичного компонента. Полная нейтрализация проводится в целях удаления остатков топлива, механических примесей и продуктов нейтрализации, обеспечения возможности проведения работ с узлами и деталями оборудования и изделий без применения индивидуальных средств защиты и мер по технике безопасности, предусматриваемых при работе с топливом.

## Способ отдува газом
Способ отдува газом применяется для частичной нейтрализации. По этому способу производится продолжительная отдувка из объекта остатков после слива отдельно окислителя и горючего горячим воздухом и азотом.

## Жидкостной способ
Жидкостной способ осуществляется либо полным заливом нейтрализуемого объема водой или водным раствором, либо орошением внутренней поверхности объекта водой или водным раствором. Применяется для обработки стационарных резервуаров и хранилищ.

## Способ пропаривания
Способ пропаривания (парожидкостной способ) применяется для полной нейтрализации топливных систем ракет от остатков топлива в специальных стационарных условиях на заводах и арсеналах. При таком способе нейтрализации в нейтрализуемый объем нагнетается водяной пар, даётся выдержка и образовавшийся конденсат сбрасывается через специально встроенный штуцер.
Такая операция повторяется многократно до достижения полного удаления токсичного компонента. После нейтрализации изделие подлежит разборке.

## Способ промывки органическими растворителями
Промывка органическими растворителями в отличие от предыдущего способа применяется в целях дальнейшего использования космической техники по назначению. Поскольку органические растворители имеют высокую стоимость, этот способ применяется для нейтрализации небольших по размеру объектов, в основном двигательных систем космических аппаратов.

## Нейтрализация дренажных газов
Нейтрализация дренажных газов осуществляется термическим способом и в отдельных случаях адсорбционным способом с каталитическим окислением сорбированного горючего. Пары окислителя сорбируют на химических пористых поглотителях.
На рисунке представлена схема адсорбционно-каталитической установки нейтрализации паров топлива. В адсорбционно-каталитическом фильтре 1 процесс очистки отходящего газа разбивается на две стадии.
На первой стадии происходят фильтрация отходящего газа и сорбция токсичных паров топлива, а на второй — каталитическое окисление сорбированных токсичных загрязнений.
Такое распределение необходимо для решения экологических задач. Отходящий газ содержит низкие концентрации токсичных загрязнений, поэтому для поддержания каталитической реакции в проточном режиме требуется подогрев массы катализатора, что ведет к большим затратам энергии и снижению полноты очистки.

Принципиальная схема нейтрализации: 1) адсорбционно-каталитический фильтр; 2) доокислительный каталитический фильтр; 3) воздухоотдувка.

В адсорбенте-катализаторе загрязнения накапливаются, и каталитическая реакция идет за счет внутреннего тепла. В доокислительном фильтре 2 происходит окисление загрязнений, частично выходящих из фильтра 1.
При термическом способе обезвреживание паров токсичных компонентов осуществляется в газовых камерах при температуре 1200—1500 К. При обезвреживании горючего топочный газ содержит больше окислительных компонентов, а при обезвреживании окислителя, наоборот, содержит больше восстановительных элементов.
В качестве горючего в агрегате используется керосин или дизельное топливо. Основными частями агрегата являются: форсуночная камера нейтрализации, камера выброса и, вентилятор для наддува воздуха в камеру нейтрализации и принудительного выброса продуктов сгорания, пультовой отсек.
Термический агрегат при общей массе около 15 тонн способен обезвредить до 200 м³ паров и до 500 литров промышленных стоков в час. При этом расход топлива не превышает 140 кг в час. Нейтрализация промышленных стоков может быть выполнена перечисленными ранее способами.
Выбор того или другого способа определяется конкретными условиями. Дренажные газы и промышленные стоки образуются при проведении нейтрализации ракетно-космической техники и технического оборудования, а также проведении заправочных работ. Поэтому способ нейтрализации выбирается, исходя из удобства и требуемой полноты обезвреживания, а также из экономических соображений.